# 中国人民政治协商会议第十二届全国委员会
中国人民政治协商会议第十二届全国委员会（简称十二届全国政协）由2237名委员组成，十二届全国政协委员的任期为2013年3月至2018年3月。

## 各专门委员成员

### 提案委员会
- 主任：孙淦
  - 副主任 (按姓氏笔画排序): 干以胜、王秀峰、王国卿、李宏、罗平飞、胡彪、徐辉、傅克诚、赖明

### 经济委员会
- 主任：周伯华
  - 副主任 (按姓氏笔画排序): 王永庆、石军、邢元敏、刘明康、闫冰竹、许荣茂、李克农、李毅中、杨刚、陈经纬、陈锡文、林毅夫、岳福洪、项宗西、姜增伟、崔世昌、彭小枫、董大胜、褚平

### 人口资源环境委员会
- 主任：贾治邦
  - 副主任 (按姓氏笔画排序): 干勇、王国发、仇保兴、庄国荣、刘遵义、齐让、江泽慧、李成玉、吴双战、张基尧、郑晖、钟文、秦大河、钱冠林、徐德明、陶武先、潘贵玉

### 教科文卫体委员会
- 主任：张玉台
  - 副主任 (按姓氏笔画排序)：马德秀、王全书、邓楠、邢元敏、刘敬民、李卫红、吴良好、陈小娅、胡振民、段世杰、高敬德、黄洁夫、常荣军（2015年2月卸任）、程津培、蔡威、蔡冠深、霍震霆、李从军（2015年2月增补）、丛兵（2016年6月增补）、蔡赴朝（2016年11月增补）、张连珍（2017年2月增补）、张秋俭（2017年6月增补）

### 社会和法制委员会
- 主任：孟学农
  - 副主任 (按姓氏笔画排序)：王巨禄、王旭东、田成平、朱孝清、李学举、吴定富、宋育英、陈学亨、陈冀平、季允石、周安达源、施芝鸿、廖长城、谭耀宗

### 民族和宗教委员会
- 主任：朱维群
  - 副主任 (按姓氏笔画排序)：马英林、马铁山、王正福、王学仁、邓宗良、白玛、传印、任法融、华士飞、陈广元、傅先伟

### 港澳台侨委员会
- 主任：杨崇汇（2016年8月卸任）->孙怀山（2016年8月增补，2017年3月落马）
  - 副主任 (按姓氏笔画排序)：马健、马有礼、华建、刘凡、杨衍银、吴国祯、陈丽华、林建岳、郑立中（2017年2月被免[1]）、赵阳、郭炎、梁绮萍、喻林祥、楼志豪、焦焕成（2015年11月增补）、耿惠昌（2016年11月增补）

### 外事委员会
- 主任：潘云鹤
  - 副主任 (按姓氏笔画排序)：王国庆、卢文端、吕新华、李小林、杨多良、周文重、韩方明、袁贵仁（2016年8月增补）、刘鹏（2016年11月增补）

### 文史和学习委员会
- 主任：王太华
  - 副主任 (按姓氏笔画排序)：王国强、卞晋平、方立、龙新民、刘德旺、孙庆聚、闵维方、陈光林、林淑仪、周国富、梁华、谭锦球、翟卫华

## 历次全体会议

### 第一次会议
2013年3月3日，中国人民政治协商会议第十二届全国委员会第一次会议在中华人民共和国北京市人民大会堂开幕，在当天举行的会议上，全国政协委员们听取了中国人民政治协商会议第十一届全国委员会常务委员会的工作报告和关于提案工作情况的报告。
2013年3月11日，中国人民政治协商会议第十二届全国委员会第一次会议选举俞正声为新一任全国政协主席，选举杜青林、令计划、韩启德、帕巴拉·格列朗杰（藏族）、董建华、万钢、林文漪（女）、罗富和、何厚铧、张庆黎、李海峰（女）、苏荣、陈元、卢展工、周小川、王家瑞、王正伟（回族）、马飚（壮族）、齐续春（满族）、陈晓光（民盟）、马培华、刘晓峰、王钦敏为新一任全国政协副主席，选举张庆黎为新一任全国政协秘书长，选举刀述仁（傣族）、干以胜等299人为新一任全国政协常委。
2013年3月12日，中国人民政治协商会议第十二届全国委员会第一次会议在中华人民共和国北京市人民大会堂闭幕。

### 第二次会议
2014年3月3日下午3点，中国人民政治协商会议第十二届全国委员会第二次会议在人民大会堂开幕。俞正声主席作政协全国委员会常务委员会工作报告。会议开始时，全场起立对在“3·01”昆明火车站严重暴力恐怖事件中遇难的群众默哀。
默哀仪式中，主席台上的全国政协委员、西宁市东关清真大寺教长马长庆没有站起来。现场图片被发布到网上，引发民众的质疑和愤怒。后记者核实马长庆腿部有伤，进出会场都需要坐在轮椅上，并由两名工作人员帮忙。
会议于2014年3月12日上午闭幕。

### 第三次会议
2015年3月3日下午3点，中国人民政治协商会议第十二届全国委员会第三次会议在人民大会堂开幕。俞正声主席作政协全国委员会常务委员会工作报告。会议于3月13日闭幕。

### 第四次会议
2016年3月3日，中国人民政治协商会议第十二届全国委员会第四次会议在人民大会堂开幕。俞正声主席作政协全国委员会常务委员会工作报告。

### 第五次会议
2017年3月3日，中国人民政治协商会议第十二届全国委员会第五次会议在人民大会堂开幕。俞正声主席作政协全国委员会常务委员会工作报告。报告中，俞正声提到政协今年将以“优异成绩”迎接中共十九大召开，特别强调“推动爱国爱港、爱国爱澳力量发展壮大”，“加强与台湾基层一线和青年一代交往交流，厚植两岸关系和平发展民意基础”。